# Valeria Palermi
Valeria Palermi (Pescara, 20 giugno 1960) è una giornalista italiana.
Collabora con il quotidiano Domani e i settimanali L'Espresso e Vanity Fair Italia.
È stata inviata de la Repubblica e direttrice di D - la Repubblica delle donne, magazine allegato al quotidiano la Repubblica, in edicola il sabato, che tratta attualità, società, cultura e moda, dal 2015 al 2021.

## Biografia

### Formazione
Nasce a Pescara, si laurea in Lingue e letterature straniere all’Università degli Studi "Gabriele d'Annunzio" e si trasferisce a Milano dove frequenta l’Istituto Carlo De Martino per la Formazione al Giornalismo. Diventa giornalista professionista nel 1987. Durante gli anni di formazione collabora con più radio: Rai Radio di Milano, Radio 105 e Radio Monte Carlo.
Passa alla carta stampata come redattrice a Insieme, periodico della Rizzoli, e nel 1989 entra a Cosmopolitan, all’epoca edito da Giuseppe Della Schiava Editore, lavorerà poi al femminile Vera, edito da Gruner + Jahr e al settimanale Anna di Rizzoli.

### Carriera

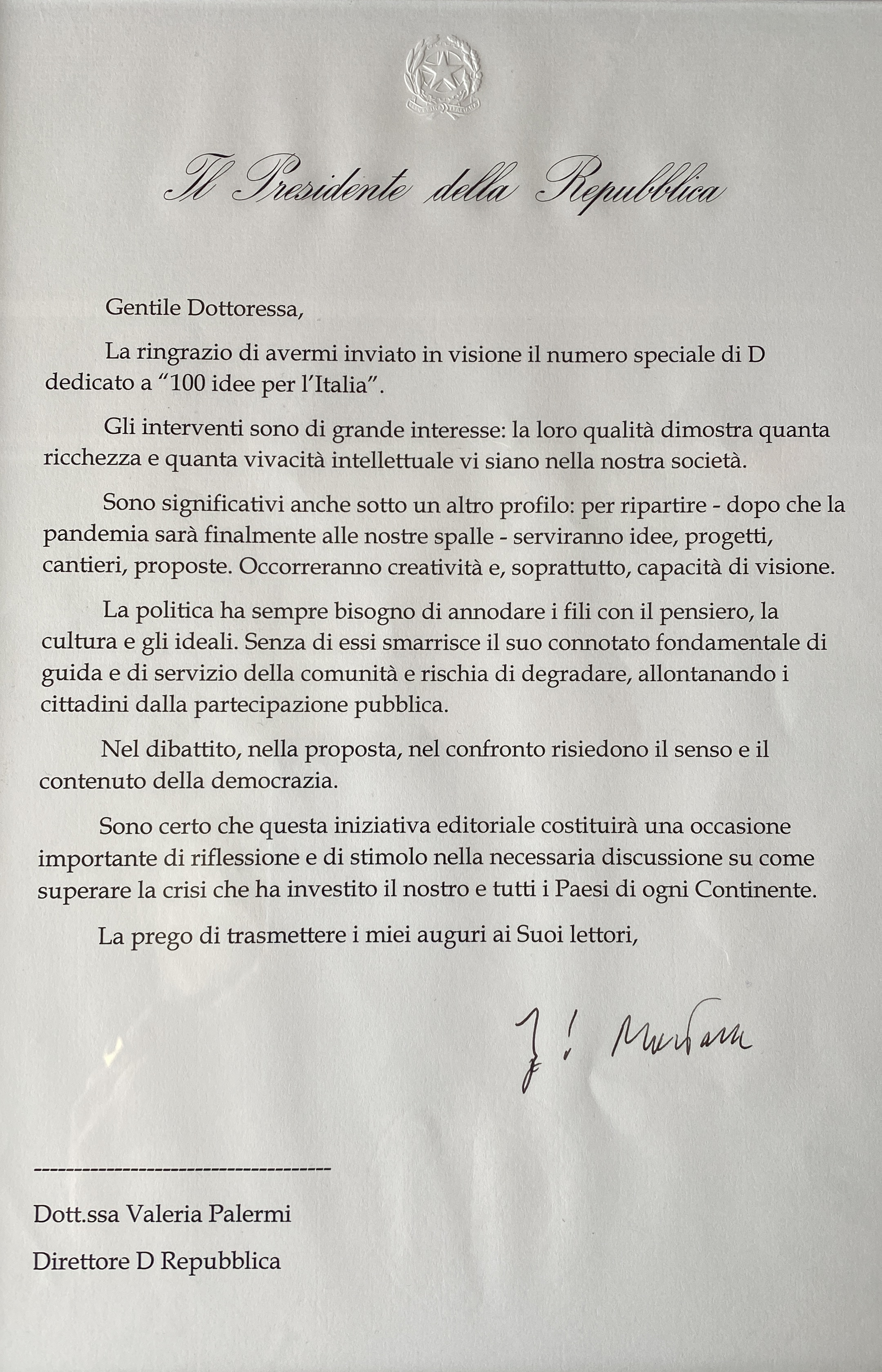
Elogio del presidente Sergio Mattarella

Nel 1996 entra a far parte del Gruppo Editoriale L’Espresso come caposervizio al settimanale D - La Repubblica, testata che lascerà dopo due anni per diventare caporedattore centrale a Marie Claire Italia, all’epoca edita da Mondadori.
Nel 2002 rientra nel Gruppo Editoriale L’Espresso (che diventerà GEDI il 2 marzo 2016) come caposervizio a L'Espresso e diventerà poi caporedattore Società e speciali, posizione che manterrà per 13 anni, fino al 2015, quando verrà chiamata a dirigere D - la Repubblica delle donne.
Nel 2016 ha creato La donna D dell’anno, iniziativa che premia la figura femminile che più di tutte ha contribuito al miglioramento dell'Italia, scelta tra una rosa di 50 italiane eccellenti.
Per rafforzare l’identità del magazine, ideato da Daniela Hamaui nel 1996 nel segno di una rottura radicale nei confronti della tradizione dei periodici femminili in Italia, Palermi ha ideato vari spin-off a cadenze specifiche: nel 2017 D 100 donne che cambiano il mondo, nel 2019 D Young e nel 2020 D Green. 
Impegnata sui temi dell’inclusione, sotto la sua direzione il settimanale ha dedicato copertine a personaggi femminili che lasciano il segno nella società: come Sarah Gordy, attrice, performer e attivista inglese, affetta da Sindrome di Down, ritratta nella copertina del numero dedicato alle 100 donne che cambiano il mondo, del 2019. Nello stesso anno, nell’uscita del 16 novembre, la copertina raffigura Laura Ceriotti, paziente oncologica che rivendica il suo diritto alla bellezza. 
Nel 2021, per celebrare i 25 anni della nascita di D di Repubblica, ha voluto il progetto Mentoring 25 - Progetti D Futuro: masterclass di professioniste provenienti dai mondi della moda, economia, politica, sostenibilità e spettacolo, rivolte alle lettrici più giovani.
Nel dicembre del 2020 ha creato il numero speciale D 100 idee per l'Italia, che ha ottenuto l’elogio del presidente Sergio Mattarella.
Nel 2020 è stata la moderatrice dell’edizione virtuale del Women’s Forum Global Meeting: Ordinary to extraordinary: Success stories of women who dare.
Nell’ottobre 2021, per l’edizione WFG20Italy del Women’s Forum, ha moderato la sessione dedicata a clima e gender Tackling climate change: the Champions preserving the planet.